# Hamadryas catablymata
Hamadryas catablymata är en fjärilsart som beskrevs av Hans Fruhstorfer 1916. Hamadryas catablymata ingår i släktet Hamadryas och familjen praktfjärilar. Inga underarter finns listade i Catalogue of Life.